# ものぐさうるふ
ものぐさうるふ（6月12日（生年不明） - 2024年8月9日）は、日本の漫画家。埼玉県在住、女性。
主に成人向け漫画雑誌で活動。1990年代頃までは『フラミンゴ』で主に執筆、同誌の路線変更後は活躍の場を移し『COMICパピポ』にて執筆していた。
成人向け漫画の女性作家としては活動歴は長い。既婚。
晩年は、橘いつきのペンネームで『comicキャンドール』にて不定期に執筆していた。
T.M.Revolutionのファンであることを度々公言しており、自身の公式サイトのサイト名にも曲名を引用したりしていた。
2023年より大腸癌で闘病中であることを公表しており、作家活動を実質的に休業していた。2024年8月21日、家族により同月9日に死去していたことがX（旧Twitter）で公表された。

## 作風
手足が長く描き込みの細かい少女漫画的な絵柄が特徴。キャラクター造型、ストーリー両面とも少女漫画色が強いが性描写はハードなものもある。
男性キャラクターもほとんどが美形。

## 作品リスト
- ハッスルブラッド

『COMICフラミンゴ』に連載された。複数の女性と関係を持ちつつ義理の姉に思いを寄せている弟と義姉とのラブコメディ。
- ポニーテールはいじっぱり
- リキュールに媚薬
- 月虹〜ForbiddenLovers〜

浪人生の兄が爆乳の妹を調教するシリーズ。同人誌でも本シリーズの作品が発表されている。
- だから僕たちは恋をする